# Estación Tehuelches
Tehuelches era una estación ferroviaria ubicada en el paraje rural del mismo nombre, en el Departamento Deseado, Provincia de Santa Cruz, Argentina.
Formaba parte del Ferrocarril Patagónico, como parte del ramal que iba de Puerto Deseado a Las Heras, inaugurado en el año 1914 y que originalmente estaba planeado para terminar en el Nahuel Huapi.

## Toponimia
El nombre de esta estación hace referencia a los pueblos originarios que vivían al sur del Río Negro, llamados también patagones. También, intento ser denominada «La Tehuelcha» sin éxito.La denominación Tehuelches se impuso en forma definitiva el 8 de octubre de 1914 por un decreto presidencial dictado en reemplazo de la progresión kilométrica que hasta ese tiempo imperaba.

## Historia

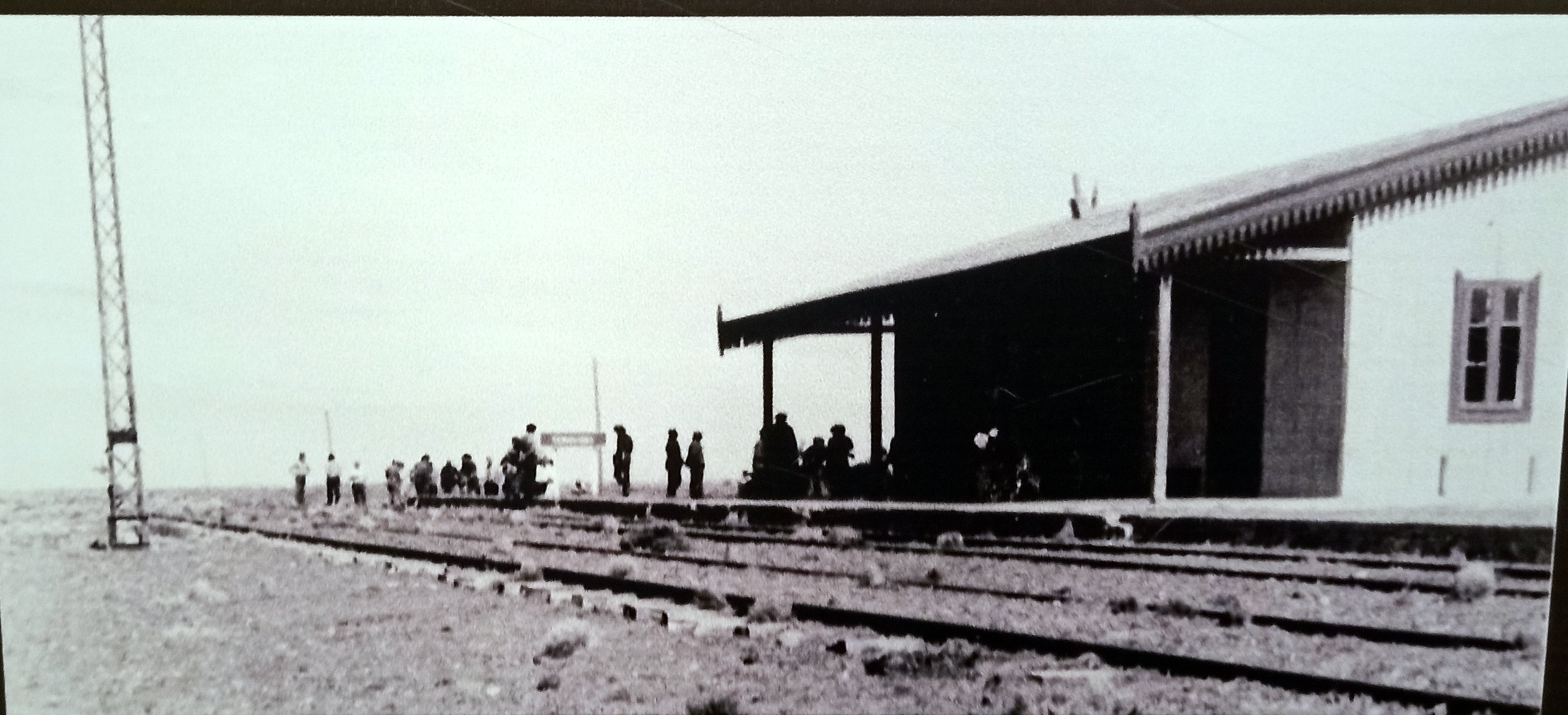
La estaciona en sus primeros años de vida.

La estación se erigió en proximidades del accidente geográfico Cañadón Ingenieros, que lo punto de interés para el ferrocarril. 
Formalmente se inauguró en el año 1914, y en 1921 se formalizó la creación de una localidad con el mismo nombre, aunque nunca logró crecer más allá de la estación. A fines de la década de 1910 vivían en los alrededores de esta estación unas 103 personas.
En esta estación existió una estafeta postal ad honorem habilitada el 14 de febrero de 1917, categoría que mantenía en 1938. Fue clausurada provisoriamente en el año 1969. Mientras que el 18 de junio de 1971 se resuelve su clausura definitiva por no encontrarse candidato para atenderla.
Siempre estuvo a cargo del jefe de estación, entre otros, podemos mencionar a Pedro García, que es el primero, también se desempeña Tomás Minucci, 1921; Enrique Casalla, 1930; José Herminio Zurita, 1935; Juan J. Anselmi, 1948, quien permaneció varios años y Héctor Raúl Aguirre desde 1958.
Durante las huelgas obreras del año 1921 protagonizadas principalmente por peones rurales del territorio de Santa Cruz, el día 21 de diciembre se produjo un enfrentamiento armado entre el Ejército Argentino al mando del teniente coronel Héctor Varela y los huelguistas dirigidos por José Font (apodado "Facón Grande") en las inmediaciones de esta estación. Los huelguistas, luego del denominado "Combate de Tehuelches", se retiraron a un campamento rural llamado Cañadón del Carro que tenían en las inmediaciones. Este campamento estaba emplazado en una hondonada que conformaba un espacio protegido, desde el cual centinelas observaban el movimiento de la estación mediante binoculares; además en las cercanías había un manantial y pasturas, fundamental para la caballada. Por último, el campamento se hallaba comunicado por una huella con la estación Tehuelches, dado que varios vehículos fueron utilizados durante la batalla de Tehuelches. Luego del combate Varela y sus hombres se retiraron a Jaramillo. Este pueblo quedó un piquete del Ejército, mientras que Varela siguió viaje a Puerto Deseado, llevándose dos conscriptos heridos, uno de ellos -Pablo Fisher- moriría al poco tiempo. Dos días más tarde, y luego de deliberar en asambleas, los huelguistas al mano de Facón Grande se rinden y se entregan en Jaramillo ante Varela, quien había prometido respetar sus vidas. El campamento tenía 300 obreros revelados (de los más altos números de la huelga) solo fueron tomados 60 prisioneros. Sin embargo, muchos de ellos serían fusilados, entre ellos el cabecilla Facón Grande.
Para 1950 Tehuelches ya era descripta como una estación en medio del campo sin población, atención médica o educación. Esto terminó siendo perjudicial para la vida familiar de los jefes de estación que aquí se mudaban.
La estación aun en funcionamiento fue inmortalizada en la película La Patagonia Rebelde del año 1974. En ella, se puede ver desde el momento 1:09 al 1:11 a la batalla de Tehuelches desarrollada en inmediaciones de la estación. La misma se desarrolla con el arribo de una locomotora que ejecutaba los servicios de carga con dos coches para pasajeros históricos arribando a su andén. Además, se observa, carteles nomencladores antiguo intactos, la casa de los peones intacta, una señal ferroviaria, el tanque de agua en funcionamiento, una rampa de costado, vías auxiliares, mayor vegetación y un pequeño vagón depósito. Puntualmente, en cuanto a la estación la película histórica muestra detalles de una estación Tehuelches muy bien preservada pintada de una amarillo suave, un interior blanco muy bien preservado y una sala con equipo telegráfico. Además, desde el momento 1:12 se puede ver como vestía su jefe de estación. Por último con una forma similar a la de Jaramillo, pero sin su andén cerrado por una ventana.
El tren circuló por última vez en julio de 1978.
Hasta inicios de la década de los años 1990 se hallaba en un buen estado de conservación que incluía hasta su cartel nomenclador, siendo con Minerales las únicas estaciones sin población que sobrevivían . Hoy en día se encuentra totalmente destruida por obra del vandalismo sin control y la ferocidad del clima patagónico. Su localidad deshabitada desde hace mucho tiempo.
El 8 de julio de 2008 el ferrocarril volvió a ser importante cuando en un acto realizado en la Casa Rosada por Cristina Fernández de Kirchner, la Secretaría de Transporte, a cargo de Ricardo Jaime y dependiente del Ministerio de Planificación de Julio De Vido, adjudicó el reacondicionamiento y rehabilitación del tren patagónico.No obstante, Tehuelches no fue incluida en la lista de los puntos a rehabilitar o tenida en consideración en el mapa del ferrocarril que presentaba los puntos claves del ferrocarril.A pesar de la gran suma invertida por el estado y la inauguración en 2015 de las obras por parte del gobierno peronista el ferrocarril no volvió a funcionar y gobierno fue acusado de un perjuicio de $92.000.000 de obra pública malversada.
En octubre de 2024 el gobernador Claudio Vidal anticipó que trabaja en el proyecto de recuperación del ferrocarril. El político aseguró que el tren cubriría los 285 kilómetros de recorrido. Sin embargo, Tehuelches no fue nombrada nuevamente en la lista de puntos a rehabilitar y tampoco estuvo aludida en el mapa del trazado ferroviario presentado por el proyecto que contiene los puntos más importantes del ferrocarril.

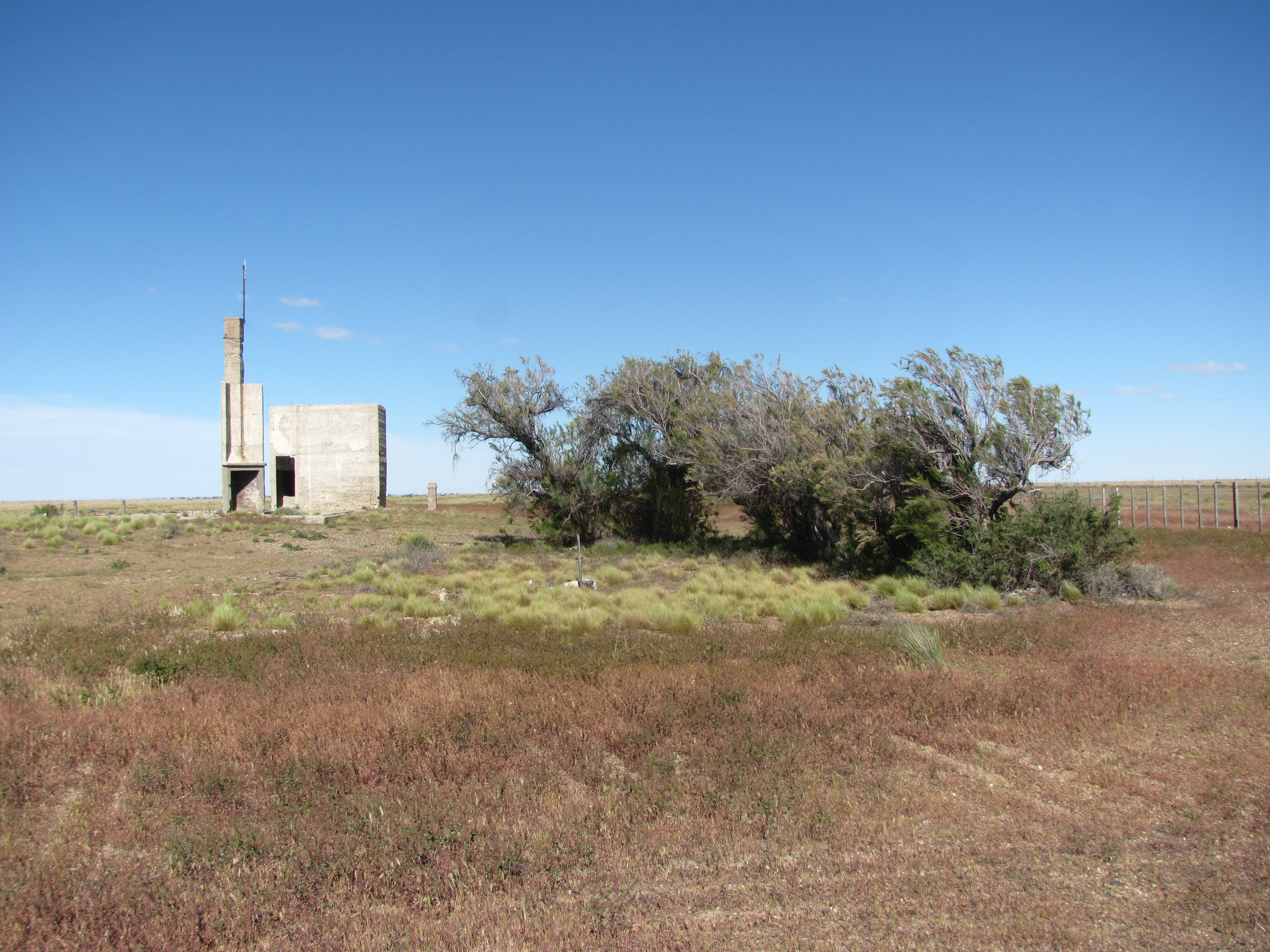
Vista de los restos de la Estación Tehuelches.

## Funcionamiento
El primer informe de horario fue publicado en 1920 con datos vigentes desde el 20 de noviembre de 1917. El documento expuso que los trenes mixtos partían los lunes y jueves desde Deseado a las 8:00, visitaban Tehuelches a las 14:32 y arribaban a las 18:40 a Las Heras. Mientras que el regreso era los martes y sábado desde las Heras a las 8:30 horas con arribo, pasando por Tehuelches a las 11:43 y finalizando en Deseado a las 17:30. La carrera pendiente abajo desde Las Heras era de 1 hora menos y luego se redujo a 30 minutos. El tren a vapor completaba la distancia con Fitz Roy en 32 minutos y para el tramo Tehuelches - Minerales se necesitaban 30 minutos.

El segundo informe de horario tuvo lugar el 1 de noviembre en 1928. El documento expuso que los trenes mixtos partían los lunes y jueves desde Deseado a las 9:00 horas, pasaban por Tehuelches a las 15:00 y arribaban a las 18:30 a Las Heras. Mientras que el regreso era los miércoles y sábado desde las Heras a las 9:00 horas, con llegada a Tehuelches a las 12:30 y culminación en Deseado a las 17:30. Por último, el itinerario informó que los trenes estaban provistos por coche comedor y distinguían entre primera y segunda clase. El tren unía la distancia con Fitz Roy en 40 minutos. En tanto, el tiempo para unirse el tramo Tehuelches - Minerales dejó de ser informado por empezar a ser considerada Minerales parada opcional de los servicios ferroviarios; deteniéndose los trenes solo si había pasajeros y cargas a servir.

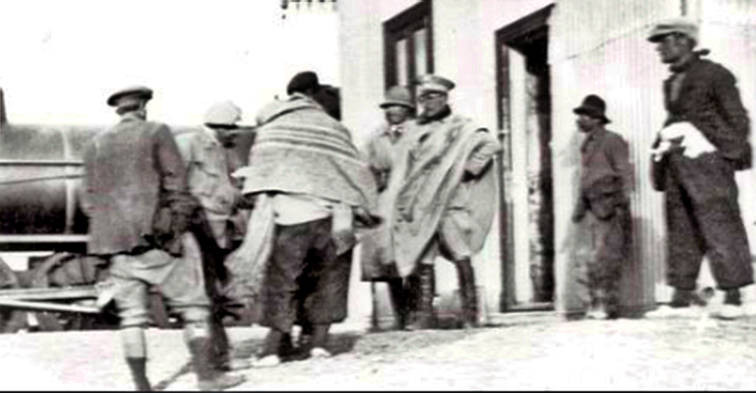
Foto tomada durante la filmación de la película La Patagonia Rebelde. La escena recrea el momento de parlamento entre miembros del ejército y los huelguistas en Tehuelches tras la batalla.

El itinerario de 1930 no informó variaciones significativas respecto al itinerario de 1928. En documento se expuso información precisa de las tarifas: hacer todo el viaje del ferrocarril en primera costaba $24.05 o $13.60 en segunda. En tanto, para tramos simples como Deseado - Tehuelches era $13.85 en primera clase o $7.80 para la segunda.
El itinerario de 1934 brindó información extensa del ferrocarril. El servicio tuvo cambios significativos y era ejecutado por trenes mixtos los días jueves y domingo. El viaje a vapor fue mejorado en sus tiempos; partía a las 9 de Deseado, pasando por Tehuelches a las 14:15, para arribar a Las Heras 17:30. Gracias a esto el ferrocarril completó el recorrido en una hora menos; mientras que la distancia Minerales - Tehuelches pasó a 27 minutos y la distancia con Fitz Roy a 30 minutos. En tanto, la vuelta desde Las Heras se producía los días martes y viernes desde las 9, con paso por Tehuelches a las 12:08 y arribo a estación Puerto Deseado a las 17:00. Por último, el documento arrojó un dato peculiar al haber clasificado, con una caligrafía diferente, a Tehuelches como estación de movimientos abundantes y con una población de importancia. Esta clasificación fue compartida con pocas estaciones del ramal.
Desde el informe de 1936 se observó una de las mayores mejorías en los servicios de este ferrocarril. El miércoles partía el tradicional tren mixto desde Deseado a las 9:00 con paso por Tehuelches a las 14:20 y arribo a Las Heras a las 17:30. Luego, el viernes retornaba desde Las Heras desde las 9, pasando por Tehuelches a las 12:13 para arribar a las 17:00 a Deseado. Por otro lado, el servicio de los lunes partía a las 9:30 y alcanzando Las Heras a las 16:15. El mismo estuvo marcado por la introducción de ferrobuses diésel que aceleraron los tiempos del ferrocarril en 6:15 minutos. Inesperadamente, el itinerario marcó por primera vez dentro de los viajes en ferrobuses a esta estación como parada opcional de los servicios sin horarios de arribo.
Otro informe de 1938 mostró la continuidad del servicio ejecutado por ferrobuses. Las condiciones de 1936 se mantuvieron sin modificaciones. Sin embargo, se mostró los horarios de todos los puntos que eran recorridos por ferrobuses; inclusive de las que eran paradas optativas. El ferrobús alcanzaba esta estación a las 13:45 y estaba distanciada de Minerales por 23 minutos y en otros 24 minutos de Fitz Roy. Por último, volvió a ser confirmada como punto medio del ramal como el itinerario anterior.
El itinerario de 1946 comunicó condiciones similares a los anteriores. No obstante, se presentó el abandono de los ferrobuses en favor del vapor. De esta forma, los viajes fueron ejecutados por trenes mixtos que partían con coche comedor los lunes desde Puerto Deseado a las 9:00 horas, paraba en Tehuelches a las 14:15 arribaba a las 17:30 a Las Heras. Luego, el regreso se producía el miércoles desde Las Heras desde las 9:00, previo paso por Tehuelches a las 12:08 y arribo a Deseado a 17:00. Por otro lado, el tren unía Fitz Roy con Tehuelches en 30 minutos. En cambio, para llegar a Minerales se precisaba 27 minutos. Por otra parte, como dato relevante la estación dejó de estar clasificada entre las estaciones principales de la línea; siendo escrita con caligrafía diferente indicando movimiento menos relevante y sin población significativa.
El mismo itinerario de 1946 fue presentado por otra editorial y en él se hace mención menos detallada de los servicios de pasajeros de este ferrocarril. En el documento se confirmó las mismas condiciones del itinerario anterior. Por otro lado, las tarifas mantuvieron los valores y secciones de 1938.
El último informe de horarios de noviembre de 1955 expuso cambios significativos: todos los servicios de pasajeros pasaron a ser operados por ferrobuses. Además, se modificaron los horarios y días; partiendo el coche motor desde Deseado los lunes, miércoles y viernes a las 13:30, visitando Tehuelches a las 16:55 y arribo a Las Heras a las 19:15 horas. El regreso se producía desde Las Heras martes, jueves y sábados con partida a las 13:30, paso por Tehuelches a las 15:42 y arribo a Deseado a las 18:45. El coche motor tardaba en unir Fitz Roy con Tehuelche unos 25 minutos y con Minerales otros 25 minutos.

### Colección de boletos
Una extensa colección de boletos confirma a la estación como punto concurrido. En los boletos figura como Tehuelches a secas. Sin embargo, el rejunte histórico de estos boletos tiene la particularidad de que esta estación es la única de todas que no tenía un poblado significativo que aparece en la colección.

## Infraestructura
Fue construida como estación de segunda clase y estaba ubicada a 255,60 m s. n. m. La progresión de las vías es de 162,62 kilómetros en este punto.
El primer documento que detalló el equipamiento de este punto fue el itinerario de 1934. El mismo detalla que Tehuelches estaba dotada de:
- Apartadero 721 m.
- Desvíos 591m.
- Corral 577 m².
- 1 rampa costado.
- Capa freática 26,00 m (la más profunda del tendido).

Un informe de 1958 detalla que esta estación estaba habilitada para brindar todos los servicios de su línea como cargas, pasajeros, hacienda, encomiendas y telégrafos (PECTH). Su infraestructura estaba compuesta por:
- Apartadero 721 m.
- Desvíos 636 m.
- Estanque Piggott 45 m³.
- Corral 577 m².
- 1 rampa costado.
- Capa freática 26,00 m.
- Caseta caminero.
- Galpón de cargas. (No fue mencionado, pero sus restos yacen frente a lo que fuera estación[30])

La leve diferencia entre ambos documentos se puede deber a posteriores mejoras o una mejor medición.

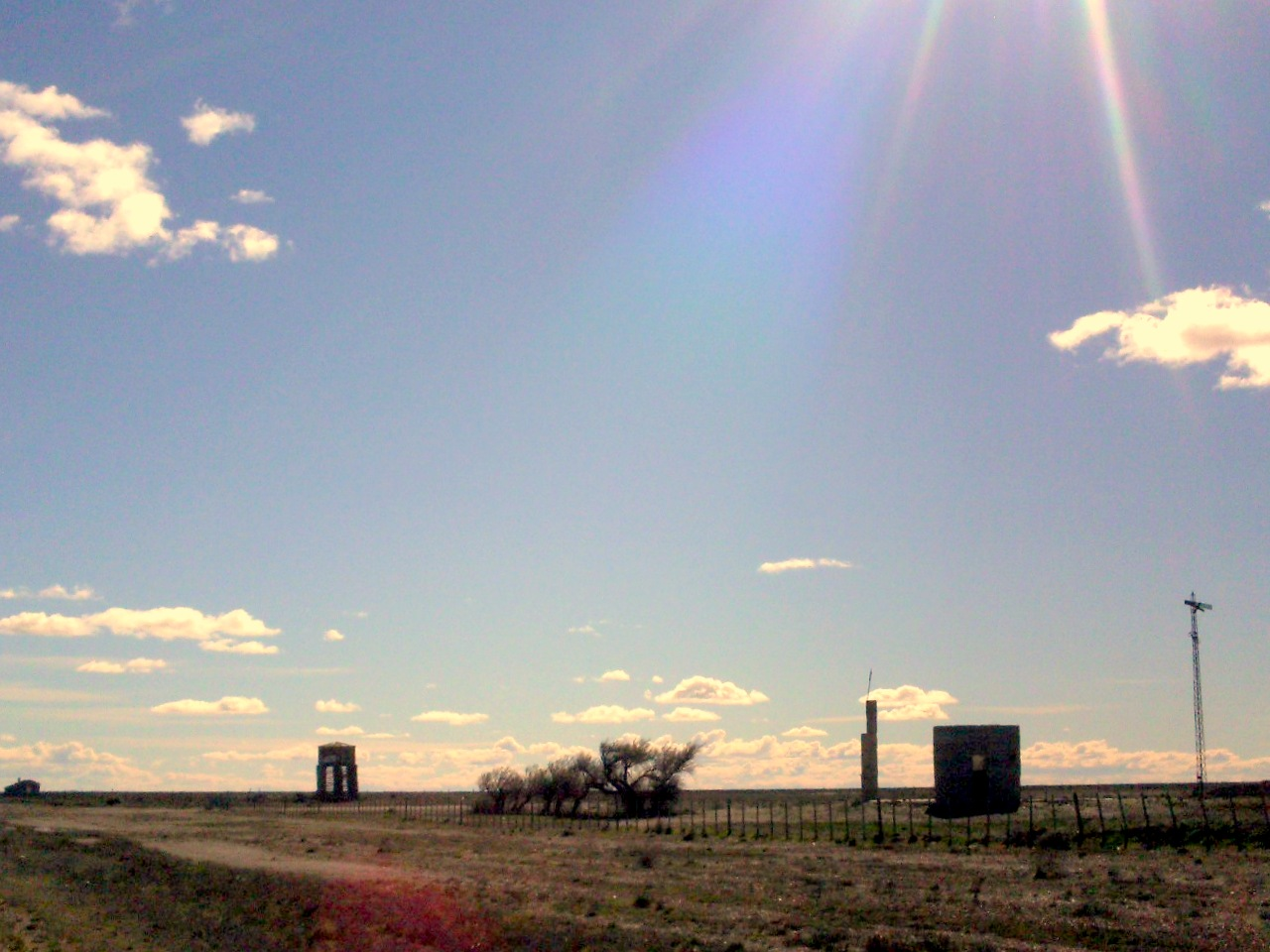
Los restos de las instalaciones de lo que fue la estación Tehuelches.